# Ronde de nuit
Ronde de nuit is een Franse film van Jean-Claude Missiaen die werd uitgebracht in 1984.

## Verhaal
De jonge Parijse politie-inspecteurs Arenas en Gorce proberen te weten te komen of het verdachte overlijden van een invloedrijke gedeputeerde van de Assemblée nationale al dan niet een moord is. 
Ze staan op het punt de dader te vinden wanneer de zaak hen uit handen wordt genomen. Het belet hen niet de zaak verder uit te spitten, met de hulp van Diane Castelain, een journaliste. Daarbij stoten ze op een vervaarlijke zaak van gemanipuleerde speculatie in onroerend goed. 

## Rolverdeling
| Acteur            | Personage                         |
| ----------------- | --------------------------------- |
| Gérard Lanvin     | inspecteur Gu Arenas              |
| Eddy Mitchell     | inspecteur Léo Gorce              |
| Françoise Arnoul  | Diane Castelain, een journaliste  |
| Raymond Pellegrin | Sissia Carpelli                   |
| Lisette Malidor   | Mara                              |
| Gérard Desarthe   | Lucien Segalen, alias le Brestois |
| Amélie Prévost    | Christine                         |
| Lucas Belvaux     | Laurent, de jonge journalist      |